# Francesco Rustici

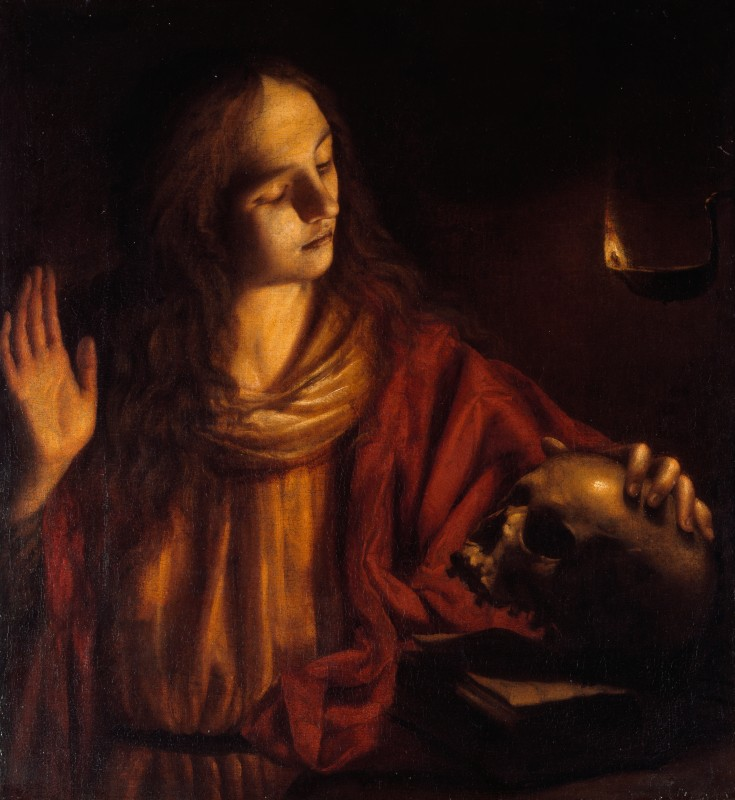
La Maddalena (Fondazione Cariplo)

Francesco Rustici detto Il Rustichino (Siena, 1592 – 1626) è stato un pittore italiano.

## Biografia
Allievo del padre Vincenzo, si avvicinò più tardi a modelli di matrice caravaggesca, caratterizzati dal gioco luministico delle visioni notturne - in uno stile pittorico noto come tenebrismo - interpretati in particolare dagli artisti nordici operanti in Italia, come Gherardo delle Notti.
Intorno agli inizi degli anni Venti del Seicento si registra inoltre l'influenza dei modi di Orazio Gentileschi: questo naturalismo, teso a recuperare una struttura classica, porta il pittore ad essere apprezzato a Firenze dalla famiglia Medici.

## Opere
- Santa Caterina da Siena e Santa Caterina d'Alessandria, 1612, Insigne Collegiata di Santa Maria in Provenzano, Siena.
- Beato Ambrogio Sansedoni, Basilica di San Domenico, Siena.
- Storie di san Giovanni Battista, Cappella di San Giovanni Battista in Cattedrale, Siena.
- Cristo morto, Sagrestia della Cattedrale, Siena.
- Battesimo di Gesù, Museo dell'Opera della Metropolitana, Siena.
- Madonna col Bambino e i santi Bernardino e Caterina, Pinacoteca Nazionale di Siena.
- San Sebastiano, Pinacoteca Nazionale di Siena.
- Maddalena morente, Pinacoteca Nazionale di Siena.
- Sapienza e prudenza, Collezione Banca Monte dei Paschi, Siena.
- Cacciata dei mercanti dal Tempio, Collezione Banca Monte dei Paschi, Siena.
- Ritratto di giovane, Palazzo Chigi-Saracini, Siena.
- Madonna col Bambino e i Santi Biagio e Ansano, Cappella del Palazzo Arcivescovile, Siena.
- Immacolata Concezione, Palazzo Arcivescovile di Siena.
- Assunzione di Maria fra i santi, Chiesa di San Pietro alle Scale, Siena
- Madonna col Bambino tra i santi Ansano e Caterina da Siena, lunetta esterna d'ingresso della Chiesa delle Carceri di Sant'Ansano, Siena
- Processo a sant'Ansano, Chiesa delle Carceri di Sant'Ansano, Siena
- San Raimondo resuscita una fanciulla, Chiesa di San Raimondo al Refugio, Siena.
- Miracolo di San Giacinto, Chiesa di San Giacinto, Siena.
- Madonna del Rosario fra i Santi Simeone e Caterina d'Alessandria, Sala d'Arte San Giovanni, Castiglione d'Orcia (Siena).
- Scambio mistico del cuore fra Cristo e S. Caterina da Siena, Museo Archeologico e della Collegiata, Casole d'Elsa (Siena).
- Madonna col Bambino e i santi Giovannino, Onofrio e Bernardo Tolomei, Museo Civico e Diocesano d'Arte Sacra, Montalcino (Siena).
- Ritratto di giovane, Museo civico, Montepulciano (Siena).
- Maria Maddalena morente, opera per la famiglia Medici, Uffizi, Firenze.
- Allegoria della Pittura e Architettura, Uffizi, Firenze.
- Concerto, Uffizi, Firenze.
- Morte di Lucrezia, Uffizi, Firenze.
- San Francesco e i confratelli del Sodalizio, Uffizi, Firenze.
- San Luigi Gonzaga e i confratelli del Sodalizio, Uffizi, Firenze.
- San Sebastiano, Uffizi, Firenze.
- San Sebastiano, Galleria Piacenti, Firenze.
- Fuga di Clelia, Palazzo Panciatichi, Firenze.
- San Sebastiano, Palazzo Borghese, Roma.
- Olindo e Sofronia, Collezione Raffaele Garofalo, Roma.
- La Maddalena, Collezione Luigi Koelliker, Milano.
- Morte di Lucrezia, Museo Civico, Torino.
- Salomè con la testa del Battista, Museo di belle arti (Budapest).
- San Sebastiano, Museo Izobrazitelnyka, Ekaterinburg.
- Sacra Famiglia con san Giovannino e san Bernardino, Kunsthaus, Zurigo.